# ミペル・ザ・バッグショー
ミペル・ザ・バッグショー（英:MIPEL THE BAG SHOW）は、イタリア・ミラノで毎年2回開かれ、イタリア皮革・準皮革製品製造業協会が主催する歴史ある世界最大規模のかばん見本市。

## 概要
毎年、イタリアのミラノで年2回開催され、世界中から有名ブランドから新進メーカーまでが参加。約400社のかばんと革雑貨が出品される。見本市を見るために約1万5000人ほどの業界関係者が世界各国から訪問する。また、このため新進作家やメーカーの登竜門となっている。時期を同じくして、シューズの国際見本市である「MICAM（ミカム）」も開催される。

### 足立区の業者が受賞
2012年3月4日～7日（101回目）に、で開催されたショーでは、東京都足立区千住の大峽製鞄（大峽廣男社長）が、「スタイル・アンド・イノベーション」部門で入賞している。前年に続き2回目の出展での入賞であった。受賞作品は、多彩なシーンでの使用を前提としたビジネスバッグ「エグジール」、東京藝術大学の学生とコラボレーションの作品、iPadを入れる機能を持たせた学生のアイデアを取り入れたランドセル型カジュアルバッグ「リューク」など。日本製品のレベルの高さが世界中のバイアーから高評価を得た。同社は足立区の見本市出展助成金を使い、同年6月19日からイタリアフィレンチェでの世界最大の紳士服飾エキシビション「ピッティ・ウォモ」にも出展している。
　

### 姫路の業者が2年連続受賞

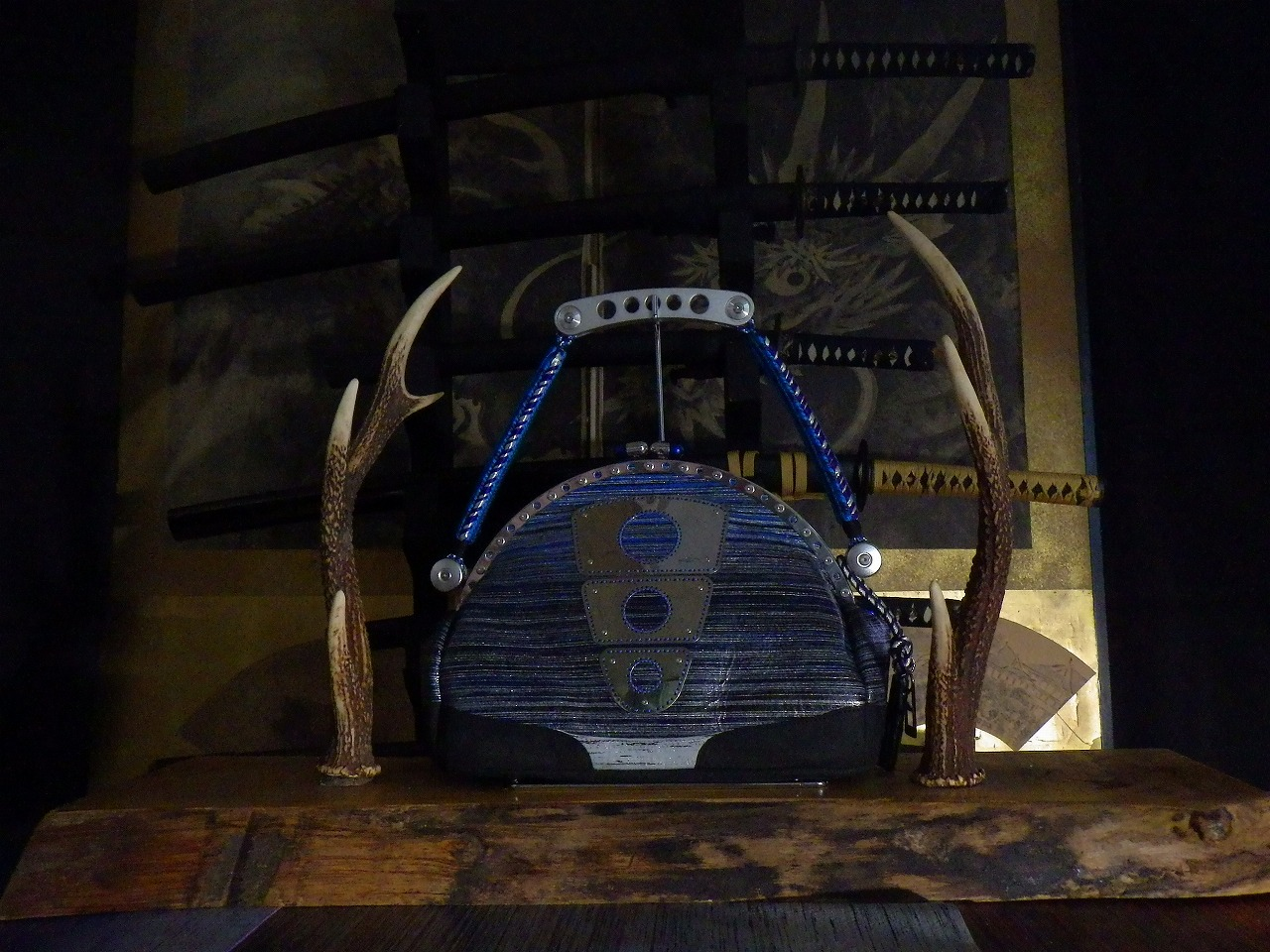
2013年、2014年と2年連続で姫路のメーカーが「パノラマ部門」2年連続受賞（写真は受賞作のDen Corporation.製バッグ）

2013年度3月には、日本の製革所である「姫路製革所」 （Almighty）が製革事業者（タンナー）として初の入賞を果たしたほか、9月にはJAPANブースに、日本から6社が出品した。3月の受賞はインターナショナル向けブランドが集まる「パノラマ部門」での初入賞で、「オールマイティー」の水瀬隆行のほか、姫路市のデザイナーである一橋明久、大渕亮輔、椎名賢の3人による革製かばんなど約20点を出展しての受賞であった。同見本市では、一次産品の生産に携わる製革事業者の入賞は史上初であった。
さらに翌2014年8月31日～9月3日にかけて開催されたショーでは、姫路市皮革産業活性化事業研究会が支援する「革工房BAIMO」の出身で、姫路市を中心に活動する皮革製品の若手デザイナー集団「Unite」所属の伊藤由紀子、中野義夫、瀧本誠の3名と、姫路在住の工業デザイナー高尾利幸と矢野健太（Den corporation.代表）との共同企画による作品が前實製革所を通し出品され「パノラマ部門」を受賞した。受賞作品は日本の伝統文化を表現したもので、鎧兜をイメージした作品と、禅の持つ宇宙や無限の可能性を表現した『○△□』の形を配した作品構成で、歴史ある印伝技法を使った京和鹿に、京組紐、西陣織を使い、金具の部分だけで100点もの部品が使われている作品であった。素材部分には、「姫革友禅」の生地（姫路市ものづくり開発奨励受賞）と「柿渋染め」（山本玄匠）や蒔絵の技法である「螺鈿織り」（京丹後市の民谷螺鈿）など日本特有の伝統工芸の技術の粋を融合させたものが使われている。タンナー（皮革製造業者）での受賞は国内で2013年度の「オールマイティー」に続き2社目となり、姫路の業者が2年連続受賞する快挙となった。　